# Igor Kokoškov
Igor Stefan Kokoškov (ur. 17 grudnia 1971) – serbski trener koszykarski, posiadający także amerykańskie obywatelstwo, od 2023 asystent trenera Atlanty Hawks.
W 2000 został pierwszym w historii NBA asystentem trenera urodzonym poza USA.
18 czerwca 2010 otrzymał amerykańskie obywatelstwo.
13 czerwca 2019 został asystentem trenera w zespole Sacramento Kings.
20 listopada 2019 objął stanowisko trenera kadry Serbii.
4 lipca 2020 został trenerem tureckiego zespołu Fenerbahçe Dogus Stambuł. 29 lipca 2021 dołączył do sztabu trenerskiego Dallas Mavericks. 6 lipca 2022 podpisał umowę na asystenta trenera Brooklyn Nets. 14 czerwca 2023 został asystentem trenera Atlanty Hawks.

## Osiągnięcia
Na podstawie, o ile nie zaznaczono inaczej.

### Trener główny
- Mistrzostwo Europy (2017)
- Uczestnictwo w:
  - mistrzostwa Europy (2011 – 12. miejsce, 2013 – 19. miejsce, 2015 – 15. miejsce 2017)
- Prezydencki Order Doskonałości (Gruzja, 2011)[9][10]

### Asystent trenera
- Mistrzostwo NBA (2004)
- Wicemistrzostwo NBA (2005)
- Asystent trenera Wschodu podczas meczu gwiazd NBA (2006)
- Asystent trenera podczas:
  - igrzysk olimpijskich (2004 – 11. miejsce)
  - mistrzostw Europy (2005 – 9. miejsce)
  - turnieju NCAA (2000)